# Ekstraklasa w piłce nożnej (2019/2020)/Wyniki spotkań fazy finałowej

## Zestawienie wszystkich rozegranych meczów
Kliknięcie na wynik powoduje przejście do opisu danego spotkania.
Stan po zakończeniu fazy finałowej.
|                       | LEG | PIA | ŚLĄ | LPO | CRA | POG | JAG | LGD |
| --------------------- | --- | --- | --- | --- | --- | --- | --- | --- |
| Legia Warszawa        | –   | 1:1 | 2:0 |     | 2:0 | 1:2 |     |     |
| Piast Gliwice         |     | –   | 1:0 | 0:2 | 1:1 |     | 2:0 |     |
| Śląsk Wrocław         |     |     | –   | 2:2 | 3:2 | 2:2 |     | 1:2 |
| Lech Poznań           | 2:1 |     |     | –   |     | 0:0 | 4:0 | 3:2 |
| Cracovia              |     |     |     | 1:2 | –   | 2:1 | 1:2 |     |
| Pogoń Szczecin        |     | 1:0 |     |     |     | –   | 2:2 | 0:1 |
| Jagiellonia Białystok | 0:0 |     | 2:1 |     |     |     | –   | 1:2 |
| Lechia Gdańsk         | 0:0 | 1:0 |     |     | 0:3 |     |     | –   |

|                   | GZA | RAK | ZLU | WPŁ | WKR | KOR | ARK | ŁKS |
| ----------------- | --- | --- | --- | --- | --- | --- | --- | --- |
| Górnik Zabrze     | –   | 4:1 | 0:2 |     | 0:1 | 3:2 |     |     |
| Raków Częstochowa |     | –   | 1:2 | 2:1 | 3:1 |     | 3:2 |     |
| Zagłębie Lubin    |     |     | –   | 0:1 | 3:1 | 2:1 |     | 1:0 |
| Wisła Płock       | 1:0 |     |     | –   |     | 3:1 | 0:0 | 2:0 |
| Wisła Kraków      |     |     |     | 1:0 | –   | 1:1 | 0:1 |     |
| Korona Kielce     |     | 0:1 |     |     |     | –   | 1:1 | 2:0 |
| Arka Gdynia       | 1:2 |     | 3:2 |     |     |     | –   | 3:2 |
| ŁKS Łódź          | 1:3 | 3:2 |     |     | 1:2 |     |     | –   |

Drużyna gospodarzy jest wymieniona po lewej stronie tabeli.

Kolory: Niebieski = wygrana gospodarzy; Biały = remis; Czerwony = zwycięstwo gości.

## Runda finałowa (19 czerwca – 19 lipca)
Źródło 1:
Źródło 2:
Źródło 3:

### 31. kolejka (19–21 czerwca)

#### Grupa A
| 20 czerwca 2020 | Piast Gliwice           | 0:2   | Lech Poznań                                                                     |                                                                           |
| 17:30           |                         | (0:0) | 66' Moder · 90+4' Tiba                                                          | Stadion Miejski, Gliwice Widzów: 1193 Sędzia: Krzysztof Jakubik (Siedlce) |
| 17:30           | Korun 68' · Hateley 89' | (0:0) | 16', 48' Rogne · 90+1' van der Hart · 90+1' Moder · 90+3' Butko · 90+7' Puchacz | Stadion Miejski, Gliwice Widzów: 1193 Sędzia: Krzysztof Jakubik (Siedlce) |

| 21 czerwca 2020 | Pogoń Szczecin                              | 0:1   | Lechia Gdańsk                          |                                                                                        |
| 12:30           |                                             | (0:1) | 14' Saief                              | Stadion Miejski im. Floriana Krygiera, Szczecin Widzów: 994 Sędzia: Paweł Gil (Lublin) |
| 12:30           | Dąbrowski 30' · Listkowski 53' · Drygas 77' | (0:1) | 14' Saief · 70' Zwoliński · 71' Nalepa | Stadion Miejski im. Floriana Krygiera, Szczecin Widzów: 994 Sędzia: Paweł Gil (Lublin) |

| 21 czerwca 2020 | Cracovia                         | 1:2   | Jagiellonia Białystok   |                                                                                                |
| 15:00           | Lopes 76'                        | (0:1) | 23' Runje · 73' Bida    | Stadion Cracovii im. Józefa Piłsudskiego, Kraków Widzów: 3185 Sędzia: Szymon Marciniak (Płock) |
| 15:00           | Râpă 21' · Dimun 84' · Lopes 88' | (0:1) | 71' Puljić · 90+3' Țîru | Stadion Cracovii im. Józefa Piłsudskiego, Kraków Widzów: 3185 Sędzia: Szymon Marciniak (Płock) |

| 21 czerwca 2020 | Legia Warszawa                            | 2:0   | Śląsk Wrocław                                | |
| 17:30           | Gwilia 35' 53'                            | (1:0) |                                              | Stadion Miejski Legii Warszawa im. Marszałka Józefa Piłsudskiego, Warszawa Widzów: 5220 Sędzia: Piotr Lasyk (Bytom) |
| 17:30           | Wszołek 32' · Vešović 38' · Stolarski 61' | (1:0) | 37', 75' Živulić · 83' Mączyński · 89' Gąska | Stadion Miejski Legii Warszawa im. Marszałka Józefa Piłsudskiego, Warszawa Widzów: 5220 Sędzia: Piotr Lasyk (Bytom) |

#### Grupa B
| 19 czerwca 2020 | Zagłębie Lubin                                     | 1:0   | ŁKS Łódź                                 |                                                                                |
| 18:00           | Bohar 45'                                          | (1:0) |                                          | Stadion Zagłębia Lubin, Lubin Widzów: 857 Sędzia: Jarosław Przybył (Kluczbork) |
| 18:00           | Balić 61' · Baszkirow 72' · Živec 73' · Guldan 84' | (1:0) | 4' Corral · 39' Jakub Wróbel · 29' Srnić | Stadion Zagłębia Lubin, Lubin Widzów: 857 Sędzia: Jarosław Przybył (Kluczbork) |

| 19 czerwca 2020 | Górnik Zabrze                                     | 3:2   | Korona Kielce                                                          |                                                                                    |
| 20:30           | Jakumakis 18' · Gnjatić 86' (sam.) · Angulo 90+5' | (1:0) | 59' Forsell · 79' Szymusik                                             | Stadion im. Ernesta Pohla, Zabrze Widzów: 4173 Sędzia: Paweł Raczkowski (Warszawa) |
| 20:30           | Krawczyk 31' · Procházka 43' · Manneh 57'         | (1:0) | 12' Tzimopoulos · 25' Gnjatić · 37' Radin · 52' Żubrowski · 57' Cebula | Stadion im. Ernesta Pohla, Zabrze Widzów: 4173 Sędzia: Paweł Raczkowski (Warszawa) |

| 20 czerwca 2020 | Wisła Płock             | 0:0   | Arka Gdynia                                 |                                                                                           |
| 15:00           |                         | (0:0) |                                             | Stadion im. Kazimierza Górskiego, Płock Widzów: 699 Sędzia: Mariusz Złotek (Stalowa Wola) |
| 15:00           | García 64' · Szwoch 86' | (0:0) | 1' Kopczyński · 15' Zbozień · 88' Wawszczyk | Stadion im. Kazimierza Górskiego, Płock Widzów: 699 Sędzia: Mariusz Złotek (Stalowa Wola) |

| 20 czerwca 2020 | Raków Częstochowa                        | 3:1   | Wisła Kraków      |                                                                           |
| 20:00           | Kościelny 20' · Tijanić 55' · Sapała 78' | (1:0) | 72' Buksa         | GIEKSA Arena, Bełchatów Widzów: 769 Sędzia: Tomasz Kwiatkowski (Warszawa) |
| 20:00           | Kun 15' · Oziębała 85'                   | (1:0) | 25', 41' Kuveljić | GIEKSA Arena, Bełchatów Widzów: 769 Sędzia: Tomasz Kwiatkowski (Warszawa) |

### 32. kolejka (23-25 czerwca)

#### Grupa A
| 24 czerwca 2020 | Lechia Gdańsk                             | 1:0   | Piast Gliwice |                                                                                  |
| 18:00           | Paixão 74' (k)                            | (0:0) |               | Stadion Energa Gdańsk, Gdańsk Widzów: 3967 Sędzia: Tomasz Kwiatkowski (Warszawa) |
| 18:00           | Nalepa 4' · Mladenović 82' · Maloča 90+6' | (0:0) | 85' Alves     | Stadion Energa Gdańsk, Gdańsk Widzów: 3967 Sędzia: Tomasz Kwiatkowski (Warszawa) |

| 24 czerwca 2020 | Jagiellonia Białystok                              | 0:0   | Legia Warszawa            |                                                                              |
| 20:30           |                                                    | (0:0) |                           | Stadion Miejski, Białystok Widzów: 3636 Sędzia: Jarosław Przybył (Kluczbork) |
| 20:30           | Puljić 30' · Bida 34' · Makuszewski 41' · Țîru 65' | (0:0) | 18' Slisz · 60' Stolarski | Stadion Miejski, Białystok Widzów: 3636 Sędzia: Jarosław Przybył (Kluczbork) |

| 24 czerwca 2020 | Lech Poznań                                | 0:0   | Pogoń Szczecin                                |                                                                    |
| 20:30           |                                            | (0:0) |                                               | Stadion Miejski, Poznań Widzów: 5113 Sędzia: Wojciech Myć (Lublin) |
| 20:30           | Crnomarković 38' · Gytkjær 47' · Gumny 89' | (0:0) | 41' Frączczak · 73' Kowalczyk · 90+2' Matynia | Stadion Miejski, Poznań Widzów: 5113 Sędzia: Wojciech Myć (Lublin) |

| 25 czerwca 2020 | Śląsk Wrocław                         | 3:2   | Cracovia                    |                                                                           |
| 19:00           | Płacheta 60' 79' · Expósito 62'       | (0:0) | 47' 90+3' Lopes             | Stadion Wrocław, Wrocław Widzów: 4416 Sędzia: Dominik Sulikowski (Gdańsk) |
| 19:00           | Chrapek 54' · Musonda 58' · Tamás 75' | (0:0) | 67' Lusiusz · 75' Dytiatjew | Stadion Wrocław, Wrocław Widzów: 4416 Sędzia: Dominik Sulikowski (Gdańsk) |

#### Grupa B
| 23 czerwca 2020 | Korona Kielce             | 0:1   | Raków Częstochowa                                                                   |                                                                          |
| 18:00           |                           | (0:1) | 5' Malinowski                                                                       | Kolporter Arena, Kielce Widzów: 1336 Sędzia: Krzysztof Jakubik (Siedlce) |
| 18:00           | Kiełb 68' · Gardawski 87' | (0:1) | 25' Szumski · 31' Piątkowski · 37' Schwarz · 48' Kościelny · 54' Tudor · 73' Sapała | Kolporter Arena, Kielce Widzów: 1336 Sędzia: Krzysztof Jakubik (Siedlce) |

| 23 czerwca 2020 | Arka Gdynia                                                  | 3:2   | Zagłębie Lubin                                  |                                                                          |
| 18:00           | Nalepa 23' (k) · Jankowski 42' 69'                           | (2:1) | 45+2' Białek · 66' Dražić                       | Stadion Miejski, Gdynia Widzów: 1492 Sędzia: Paweł Raczkowski (Warszawa) |
| 18:00           | Serrarens 33' · Zbozień 71' · Marciniak 90+1' · Zawada 90+5' | (2:1) | 22', 77' Czerwiński · 59' Poręba · 90+2' Dražić | Stadion Miejski, Gdynia Widzów: 1492 Sędzia: Paweł Raczkowski (Warszawa) |

| 23 czerwca 2020 | ŁKS Łódź                                     | 1:3   | Górnik Zabrze                                            |                                                                  |
| 20:30           | Sobociński 85'                               | (0:1) | 44' Vasilantonopoulos · 59' (k) Angulo · 61' Giakoumákis | Stadion Miejski, Łódź Widzów: 877 Sędzia: Tomasz Musiał (Kraków) |
| 20:30           | Srnić 43' · Guima 82' · Dąbrowski 88', 90+3' | (0:1) | 23' Koj                                                  | Stadion Miejski, Łódź Widzów: 877 Sędzia: Tomasz Musiał (Kraków) |

| 23 czerwca 2020 | Wisła Kraków             | 1:0   | Wisła Płock   |                                                                                             |
| 20:30           | Błaszczykowski 20' (k)   | (1:0) |               | Stadion Miejski im. Henryka Reymana, Kraków Widzów: 4016 Sędzia: Bartosz Frankowski (Toruń) |
| 20:30           | Niepsuj 31' · Hebert 55' | (1:0) | 19' Marcjanik | Stadion Miejski im. Henryka Reymana, Kraków Widzów: 4016 Sędzia: Bartosz Frankowski (Toruń) |

### 33. kolejka (26-29 czerwca)

#### Grupa A
| 27 czerwca 2020 | Legia Warszawa                            | 1:1   | Piast Gliwice     | |
| 17:30           | Rosołek 84'                               | (0:0) | 59' (k) Félix     | Stadion Miejski Legii Warszawa im. Marszałka Józefa Piłsudskiego, Warszawa Widzów: 5550 Sędzia: Szymon Marciniak (Płock) |
| 17:30           | Wszołek 45+2' · Gwilia 73' · Wieteska 82' | (0:0) | 53', 55' Rymaniak | Stadion Miejski Legii Warszawa im. Marszałka Józefa Piłsudskiego, Warszawa Widzów: 5550 Sędzia: Szymon Marciniak (Płock) |

| 28 czerwca 2020 | Jagiellonia Białystok | 1:2   | Lechia Gdańsk     |                                                                            |
| 15:00           | Puljić 45+3'          | (1:0) | 47' 74' Zwoliński | Stadion Miejski, Białystok Widzów: 2866 Sędzia: Bartosz Frankowski (Toruń) |
| 15:00           | Romanczuk 2'          | (1:0) |                   | Stadion Miejski, Białystok Widzów: 2866 Sędzia: Bartosz Frankowski (Toruń) |

| 28 czerwca 2020 | Śląsk Wrocław               | 2:2   | Lech Poznań                 |                                                                             |
| 17:30           | Puerto 76' · Łabojko 85'    | (0:1) | 17' Gytkjær · 82' (k) Moder | Stadion Wrocław, Wrocław Widzów: 5781 Sędzia: Tomasz Kwiatkowski (Warszawa) |
| 17:30           | Chrapek 54' · Mączyński 56' | (0:1) | 55' Gytkjær · 90+5' Puchacz | Stadion Wrocław, Wrocław Widzów: 5781 Sędzia: Tomasz Kwiatkowski (Warszawa) |

| 29 czerwca 2020 | Cracovia                         | 2:1   | Pogoń Szczecin |                                                                                              |
| 18:00           | Zech 22' (sam.) · Amersfoort 76' | (1:0) | 90+1' Nunes    | Stadion Cracovii im. Józefa Piłsudskiego, Kraków Widzów: 2812 Sędzia: Tomasz Musiał (Kraków) |
| 18:00           | Jablonský 17' · Hroššo 90+5'     | (1:0) | 35' Dąbrowski  | Stadion Cracovii im. Józefa Piłsudskiego, Kraków Widzów: 2812 Sędzia: Tomasz Musiał (Kraków) |

#### Grupa B
| 26 czerwca 2020 | Raków Częstochowa                            | 3:2   | Arka Gdynia                               |                                                                |
| 18:00           | Piątkowski 29' · Schwarz 42' · Kościelny 65' | (2:0) | 56' (sam.) Kun · 81' Vinícius             | GIEKSA Arena, Bełchatów Widzów: 730 Sędzia: Paweł Gil (Lublin) |
| 18:00           | Petrášek 55' · Kościelny 72' · Forbes 83'    | (2:0) | 17' Kopczyński · 27' Zbozień · 74' Nalepa | GIEKSA Arena, Bełchatów Widzów: 730 Sędzia: Paweł Gil (Lublin) |

| 26 czerwca 2020 | Zagłębie Lubin                   | 2:1   | Korona Kielce |                                                                                 |
| 20:30           | Baszkirow 21' 67'                | (1:1) | 45' Forsell   | Stadion Zagłębia Lubin, Lubin Widzów: 885 Sędzia: Mariusz Złotek (Stalowa Wola) |
| 20:30           | 43' Spychała · 90+4' Tzimopoulos | (1:1) |               | Stadion Zagłębia Lubin, Lubin Widzów: 885 Sędzia: Mariusz Złotek (Stalowa Wola) |

| 27 czerwca 2020 | Wisła Płock                      | 2:0   | ŁKS Łódź                                |                                                                                       |
| 15:00           | Sheridan 19' · Tomasik 38'       | (2:0) |                                         | Stadion im. Kazimierza Górskiego, Płock Widzów: 680 Sędzia: Łukasz Szczech (Warszawa) |
| 15:00           | Ambrosiewicz 26' · Marcjanik 80' | (2:0) | 34' Sobociński · 88' Guima · 89' Wolski | Stadion im. Kazimierza Górskiego, Płock Widzów: 680 Sędzia: Łukasz Szczech (Warszawa) |

| 27 czerwca 2020 | Górnik Zabrze     | 0:1   | Wisła Kraków |                                                                                    |
| 20:00           |                   | (0:1) | 47' Turgeman | Stadion im. Ernesta Pohla, Zabrze Widzów: 4268 Sędzia: Krzysztof Jakubik (Siedlce) |
| 20:00           | Giakoumákis 90+3' | (0:1) |              | Stadion im. Ernesta Pohla, Zabrze Widzów: 4268 Sędzia: Krzysztof Jakubik (Siedlce) |

### 34. kolejka (3-6 lipca)

#### Grupa A
| 4 lipca 2020 | Lech Poznań                | 2:1   | Legia Warszawa |                                                                 |
| 17:30        | Jóźwiak 24' · Kamiński 29' | (2:0) | 71' Lewczuk    | Stadion Miejski, Poznań Widzów: 8167 Sędzia: Paweł Gil (Lublin) |
| 17:30        | Ramírez 36' · Tiba 45+3'   | (2:0) | 36' Luquinhas  | Stadion Miejski, Poznań Widzów: 8167 Sędzia: Paweł Gil (Lublin) |

| 4 lipca 2020 | Lechia Gdańsk           | 0:3   | Cracovia                                 |                                                                                |
| 20:00        |                         | (0:0) | 48' Lopes · 70' Sipľak · 90+4' (k) Hanca | Stadion Energa Gdańsk, Gdańsk Widzów: 4768 Sędzia: Paweł Raczkowski (Warszawa) |
| 20:00        | Fila 28' · Pietrzak 55' | (0:0) | 29' Sipľak · 90' Helik                   | Stadion Energa Gdańsk, Gdańsk Widzów: 4768 Sędzia: Paweł Raczkowski (Warszawa) |

| 5 lipca 2020 | Pogoń Szczecin                           | 2:2   | Jagiellonia Białystok            |                                                                                              |
| 15:00        | Drygas 3' · Frączczak 35' (k)            | (2:0) | 82' Přikryl · 90+3' (k) Puljić   | Stadion Miejski im. Floriana Krygiera, Szczecin Widzów: 952 Sędzia: Szymon Marciniak (Płock) |
| 15:00        | Matynia 4', 17' · Stec 47' · Nunes 90+2' | (2:0) | 9' Bida · 69' Wdowik · 88' Runje | Stadion Miejski im. Floriana Krygiera, Szczecin Widzów: 952 Sędzia: Szymon Marciniak (Płock) |

| 5 lipca 2020 | Piast Gliwice | 1:0   | Śląsk Wrocław |                                                                             |
| 17:30        | Parzyszek 36' | (1:0) |               | Stadion Miejski, Gliwice Widzów: 1471 Sędzia: Mariusz Złotek (Stalowa Wola) |
| 17:30        | 67' Chrapek   | (1:0) |               | Stadion Miejski, Gliwice Widzów: 1471 Sędzia: Mariusz Złotek (Stalowa Wola) |

#### Grupa B
| 3 lipca 2020 | ŁKS Łódź                             | 1:2   | Wisła Kraków                                            |                                                                      |
| 18:00        | Pirulo 9'                            | (1:1) | 45+2' 52' (k) Turgeman                                  | Stadion Miejski, Łódź Widzów: 928 Sędzia: Bartosz Frankowski (Toruń) |
| 18:00        | Grzesik 37' · Arndt 57' · Corral 65' | (1:1) | 33' Klemenz · 74' Kuveljić · 87' Niepsuj · 90+4' Sadlok | Stadion Miejski, Łódź Widzów: 928 Sędzia: Bartosz Frankowski (Toruń) |

| 3 lipca 2020 | Korona Kielce                                                       | 1:1   | Arka Gdynia                                                                 |                                                                           |
| 20:30        | Tzimopoulos 81'                                                     | (0:1) | 6' Nalepa                                                                   | Kolporter Arena, Kielce Widzów: 1046 Sędzia: Jarosław Przybył (Kluczbork) |
| 20:30        | Radin 13' · Gardawski 25' · Gnjatić 54' · Szymusik 86' · Kozioł 86' | (0:1) | 25' Vinícius · 26' Młyński · 64' Luka Marić · 81' Wawszczyk · 86' Marciniak | Kolporter Arena, Kielce Widzów: 1046 Sędzia: Jarosław Przybył (Kluczbork) |

| 4 lipca 2020 | Raków Częstochowa | 1:2   | Zagłębie Lubin         |                                                                    |
| 15:00        | Tudor 69'         | (0:2) | 10' Guldan · 43' Bohar | GIEKSA Arena, Bełchatów Widzów: 711 Sędzia: Tomasz Musiał (Kraków) |

| 6 lipca 2020 | Wisła Płock                                | 1:0   | Górnik Zabrze              |                                                                                         |
| 18:00        | Adamczyk 68'                               | (0:0) |                            | Stadion im. Kazimierza Górskiego, Płock Widzów: 657 Sędzia: Dominik Sulikowski (Gdańsk) |
| 18:00        | Stefańczyk 75' · Szwoch 87' · Kocyła 90+1' | (0:0) | 89' Bainović · 90+1' Janža | Stadion im. Kazimierza Górskiego, Płock Widzów: 657 Sędzia: Dominik Sulikowski (Gdańsk) |

### 35. kolejka (10-12 lipca)

#### Grupa A
| 11 lipca 2020 | Legia Warszawa                                         | 2:0   | Cracovia                 | |
| 17:30         | Pekhart 23' · Gwilia 75'                               | (1:0) |                          | Stadion Miejski Legii Warszawa im. Marszałka Józefa Piłsudskiego, Warszawa Widzów: 5500 Sędzia: Jarosław Przybył (Kluczbork) |
| 17:30         | Martins 8' · Wszołek 30' · Slisz 85' · Cholewiak 90+7' | (1:0) | 16' Loshaj · 33' Wdowiak | Stadion Miejski Legii Warszawa im. Marszałka Józefa Piłsudskiego, Warszawa Widzów: 5500 Sędzia: Jarosław Przybył (Kluczbork) |

| 12 lipca 2020 | Śląsk Wrocław               | 2:2   | Pogoń Szczecin                    |                                                                           |
| 12:30         | Puerto 29' · Płacheta 45+3' | (2:1) | 23' (k) Frączczak · 84' Smoliński | Stadion Wrocław, Wrocław Widzów: 5668 Sędzia: Paweł Raczkowski (Warszawa) |
| 12:30         | Puerto 21'                  | (2:1) | 48' Matynia · 58' Zech            | Stadion Wrocław, Wrocław Widzów: 5668 Sędzia: Paweł Raczkowski (Warszawa) |

| 12 lipca 2020 | Piast Gliwice             | 2:0   | Jagiellonia Białystok                   |                                                                             |
| 15:00         | Parzyszek 12' · Félix 14' | (2:0) |                                         | Stadion Miejski, Gliwice Widzów: 1439 Sędzia: Tomasz Kwiatkowski (Warszawa) |
| 15:00         | Milewski 33', 45'         | (2:0) | 36' Borysiuk · 49' Cámara · 67' Błyszko | Stadion Miejski, Gliwice Widzów: 1439 Sędzia: Tomasz Kwiatkowski (Warszawa) |

| 12 lipca 2020 | Lech Poznań                          | 3:2   | Lechia Gdańsk              |                                                                          |
| 17:30         | Ramírez 5' · Gumny 22' · Jóźwiak 45' | (3:1) | 42' Haydary · 47' Ze Gomes | Stadion Miejski, Poznań Widzów: 6432 Sędzia: Krzysztof Jakubik (Siedlce) |
| 17:30         | Šatka 12' · Mleczko 43'              | (3:1) | 21' Nalepa · 89' Conrado   | Stadion Miejski, Poznań Widzów: 6432 Sędzia: Krzysztof Jakubik (Siedlce) |

#### Grupa B
| 10 lipca 2020 | Zagłębie Lubin                             | 0:1   | Wisła Płock                 |                                                                        |
| 18:00         |                                            | (0:0) | 49' Szwoch                  | Stadion Zagłębia Lubin, Lubin Widzów: 1224 Sędzia: Piotr Lasyk (Bytom) |
| 18:00         | Guldan 60', 90+2' · Jończy 76' · Balić 90' | (0:0) | 86' Adamczyk · 90+1' Kocyła | Stadion Zagłębia Lubin, Lubin Widzów: 1224 Sędzia: Piotr Lasyk (Bytom) |

| 10 lipca 2020 | Górnik Zabrze                                  | 4:1   | Raków Częstochowa |                                                                                  |
| 20:30         | Angulo 20' 71' · Jach 60' (sam.) · Jiménez 86' | (1:1) | 4' (k) Schwarz    | Stadion im. Ernesta Pohla, Zabrze Widzów: 3869 Sędzia: Łukasz Szczech (Warszawa) |
| 20:30         | Wiśniewski 3' · Jirka 58' · Procházka 74'      | (1:1) |                   | Stadion im. Ernesta Pohla, Zabrze Widzów: 3869 Sędzia: Łukasz Szczech (Warszawa) |

| 11 lipca 2020 | Arka Gdynia                                   | 3:2   | ŁKS Łódź                     |                                                                       |
| 15:00         | Vinícius 19' · Nalepa 41' (k) · Jankowski 45' | (3:0) | 55' Corral · 85' Sekulski    | Stadion Miejski, Gdynia Widzów: 1579 Sędzia: Artur Aluszyk (Szczecin) |
| 15:00         | Młyński 45+2'                                 | (3:0) | 45+2' Guima · 90+1' Klimczak | Stadion Miejski, Gdynia Widzów: 1579 Sędzia: Artur Aluszyk (Szczecin) |

| 11 lipca 2020 | Wisła Kraków                                                                                        | 1:1   | Korona Kielce            |                                                                                        |
| 20:00         | Turgeman 7'                                                                                         | (1:1) | 34' Szelągowski          | Stadion Miejski im. Henryka Reymana, Kraków Widzów: 4223 Sędzia: Wojciech Myć (Lublin) |
| 20:00         | Hołownia 30' · Janicki 49' · Wojtkowski 57' · Basha 63' · Klemenz 67' · Niepsuj 75' · Pawłowski 85' | (1:1) | 56' Cebula · 83' Długosz | Stadion Miejski im. Henryka Reymana, Kraków Widzów: 4223 Sędzia: Wojciech Myć (Lublin) |

### 36. kolejka (14-15 lipca)

#### Grupa A
| 15 lipca 2020 | Lechia Gdańsk  | 0:0   | Legia Warszawa        |                                                                           |
| 20:30         |                | (0:0) |                       | Stadion Energa Gdańsk, Gdańsk Widzów: 5747 Sędzia: Tomasz Musiał (Kraków) |
| 20:30         | Kałuziński 56' | (0:0) | 43' Slisz · 56' Rocha | Stadion Energa Gdańsk, Gdańsk Widzów: 5747 Sędzia: Tomasz Musiał (Kraków) |

| 15 lipca 2020 | Cracovia                | 1:2   | Lech Poznań                         | |
| 20:30         | Crnomarković 80' (sam.) | (0:1) | 25' Gytkjær · 72' Marchwiński       | Stadion Cracovii im. Józefa Piłsudskiego, Kraków Widzów: 3216 Sędzia: Jarosław Przybył (Kluczbork) |
| 20:30         | Jablonský 55'           | (0:1) | 58' Šatka · 59' Moder · 89' Ramírez | Stadion Cracovii im. Józefa Piłsudskiego, Kraków Widzów: 3216 Sędzia: Jarosław Przybył (Kluczbork) |

| 15 lipca 2020 | Pogoń Szczecin                              | 1:0   | Piast Gliwice                    |                                                                                     |
| 20:30         | Podstawski 21'                              | (1:0) |                                  | Stadion Miejski im. Floriana Krygiera, Szczecin Sędzia: Krzysztof Jakubik (Siedlce) |
| 20:30         | Żurawski 76' · Stipica 90+3' · Drygas 90+3' | (1:0) | 58' Kirkeskov · 90+8' Czerwiński | Stadion Miejski im. Floriana Krygiera, Szczecin Sędzia: Krzysztof Jakubik (Siedlce) |

| 15 lipca 2020 | Jagiellonia Białystok      | 2:1   | Śląsk Wrocław              |                                                                          |
| 20:30         | Romanczuk 12' · Puljić 72' | (1:1) | 41' Tamás                  | Stadion Miejski, Białystok Widzów: 3315 Sędzia: Szymon Marciniak (Płock) |
| 20:30         | Böðvarsson 32'             | (1:1) | 9' Pich · 80', 85' Chrapek | Stadion Miejski, Białystok Widzów: 3315 Sędzia: Szymon Marciniak (Płock) |

#### Grupa B
| 14 lipca 2020 | Arka Gdynia  | 1:2   | Górnik Zabrze        |                                                                         |
| 20:30         | Vinícius 48' | (0:1) | 13' Koj · 82' Manneh | Stadion Miejski, Gdynia Widzów: 1872 Sędzia: Bartosz Frankowski (Toruń) |
| 20:30         | Zbozień 76'  | (0:1) | 8', 86' Paluszek     | Stadion Miejski, Gdynia Widzów: 1872 Sędzia: Bartosz Frankowski (Toruń) |

| 14 lipca 2020 | Zagłębie Lubin                          | 3:1   | Wisła Kraków                  |                                                                       |
| 20:30         | Starzyński 31' · Živec 38' · Poręba 57' | (2:1) | 9' Turgeman                   | Stadion Zagłębia Lubin, Lubin Widzów: 1153 Sędzia: Paweł Gil (Lublin) |
| 20:30         | Živec 33' · Guldan 49'                  | (2:1) | 35' Kuveljić · 50' Wojtkowski | Stadion Zagłębia Lubin, Lubin Widzów: 1153 Sędzia: Paweł Gil (Lublin) |

| 14 lipca 2020 | ŁKS Łódź                               | 3:2   | Raków Częstochowa                                      |                                                                         |
| 20:30         | Trąbka 16' · Corral 51' 71'            | (1:2) | 13' (sam.) Corral · 39' (sam.) Wolski                  | Stadion Miejski, Łódź Widzów: 968 Sędzia: Tomasz Kwiatkowski (Warszawa) |
| 20:30         | Corral 35' · Dąbrowski 79' · Srnić 83' | (1:2) | 18' Schwarz · 74' Bartl · 83' Oziębała · 90+3' Tijanić | Stadion Miejski, Łódź Widzów: 968 Sędzia: Tomasz Kwiatkowski (Warszawa) |

| 14 lipca 2020 | Wisła Płock                                                 | 3:1   | Korona Kielce                                                     |                                                                                        |
| 20:30         | García 30' · Kocyła 41' 44'                                 | (3:1) | 1' Szelągowski                                                    | Stadion im. Kazimierza Górskiego, Płock Widzów: 727 Sędzia: Sebastian Jarzębak (Bytom) |
| 20:30         | Gjertsen 42' · Furman 72' · Szwoch 77' · Merebaszwili 90+1' | (3:1) | 21' Pierzchała · 34' Papadopulos · 63' Tzimopoulos · 80' Szymusik | Stadion im. Kazimierza Górskiego, Płock Widzów: 727 Sędzia: Sebastian Jarzębak (Bytom) |

### 37. kolejka (18-19 lipca)

#### Grupa A
| 19 lipca 2020 | Legia Warszawa            | 1:2   | Pogoń Szczecin                           | |
| 17:30         | Warchoł 90+1'             | (0:1) | 38' Listkowski · 81' Frączczak           | Stadion Miejski Legii Warszawa im. Marszałka Józefa Piłsudskiego, Warszawa Widzów: 5500 Sędzia: Damian Kos (Gdańsk) |
| 17:30         | Slisz 55' · Stolarski 72' | (0:1) | 39' Drygas · 58' Matynia · 62' Frączczak | Stadion Miejski Legii Warszawa im. Marszałka Józefa Piłsudskiego, Warszawa Widzów: 5500 Sędzia: Damian Kos (Gdańsk) |

| 19 lipca 2020 | Piast Gliwice                               | 1:1   | Cracovia    |                                                                          |
| 17:30         | Jodłowiec 74'                               | (0:1) | 29' Wdowiak | Stadion Miejski, Gliwice Widzów: 1961 Sędzia: Bartosz Frankowski (Toruń) |
| 17:30         | 19' Loshaj · 44' Amersfoort · 89' Dytiatjew | (0:1) |             | Stadion Miejski, Gliwice Widzów: 1961 Sędzia: Bartosz Frankowski (Toruń) |

| 19 lipca 2020 | Śląsk Wrocław | 1:2   | Lechia Gdańsk                  |                                                                             |
| 17:30         | Mączyński 19' | (1:1) | 17' Haydary · 56' (sam.) Tamás | Stadion Wrocław, Wrocław Widzów: 6723 Sędzia: Mariusz Złotek (Stalowa Wola) |
| 17:30         | Celeban 69'   | (1:1) | 50' Makowski · 90+3' Zé Gomes  | Stadion Wrocław, Wrocław Widzów: 6723 Sędzia: Mariusz Złotek (Stalowa Wola) |

| 19 lipca 2020 | Lech Poznań                              | 4:0   | Jagiellonia Białystok |                                                                          |
| 17:30         | Tiba 6' · Gytkjær 13' 39' · Kamiński 31' | (4:0) |                       | Stadion Miejski, Poznań Widzów: 8483 Sędzia: Paweł Raczkowski (Warszawa) |

#### Grupa B
| 18 lipca 2020 | Górnik Zabrze | 0:2   | Zagłębie Lubin                  |                                                                           |
| 17:30         |               | (0:1) | 12' Białek · 67' (k) Starzyński | Stadion im. Ernesta Pohla, Zabrze Widzów: 4217 Sędzia: Paweł Gil (Lublin) |
| 17:30         | Matuszek 39'  | (0:1) | 72' Balić                       | Stadion im. Ernesta Pohla, Zabrze Widzów: 4217 Sędzia: Paweł Gil (Lublin) |

| 18 lipca 2020 | Wisła Kraków | 0:1   | Arka Gdynia   |                                                                                               |
| 17:30         |              | (0:1) | 41' Zawada    | Stadion Miejski im. Henryka Reymana, Kraków Widzów: 4623 Sędzia: Damian Sylwestrzak (Wrocław) |
| 17:30         | Boguski 86'  | (0:1) | 57' Bergqvist | Stadion Miejski im. Henryka Reymana, Kraków Widzów: 4623 Sędzia: Damian Sylwestrzak (Wrocław) |

| 18 lipca 2020 | Raków Częstochowa                  | 2:1   | Wisła Płock                                                            |                                                                      |
| 17:30         | Musiolik 84' · Forbes 90+4'        | (0:1) | 39' Uryga                                                              | GIEKSA Arena, Bełchatów Widzów: 783 Sędzia: Łukasz Kuźma (Białystok) |
| 17:30         | Petrášek 37' · Tudor 38' · Kun 79' | (0:1) | 45+2' Pawlak · 61' Szwoch · 76' Kamiński · 88' Sheridan · 90+4' García | GIEKSA Arena, Bełchatów Widzów: 783 Sędzia: Łukasz Kuźma (Białystok) |

| 18 lipca 2020 | Korona Kielce                                | 2:0   | ŁKS Łódź   |                                                                       |
| 17:30         | Kaczmarski 72' · Szelągowski 89'             | (0:0) |            | Kolporter Arena, Kielce Widzów: 1519 Sędzia: Szymon Marciniak (Płock) |
| 17:30         | Żubrowski 62' · Spychała 71' · Gardawski 87' | (0:0) | 63' Wolski | Kolporter Arena, Kielce Widzów: 1519 Sędzia: Szymon Marciniak (Płock) |